# Night Teeth
Night Teeth ist ein US-amerikanischer Thriller von Adam Randall. Die Hauptrollen werden von Jorge Lendeborg Jr., Debby Ryan und Lucy Fry gespielt. Der Film wurde am 20. Oktober 2021 weltweit auf Netflix veröffentlicht.

## Handlung
Benny, ein freiberuflicher Chauffeur, nimmt anstelle seines Bruders ein Jobangebot an, um die Freundinnen Blaire und Zoe zu verschiedenen exklusiven Nachtclubs in Los Angeles zu fahren. Als er jedoch bemerkt, dass seine Passagiere zwei Vampire sind, muss er sich mit ihnen verbünden, damit er nicht von ihnen ermordet wird. Währenddessen erfährt Benny vom friedlichen Zusammenleben zwischen Vampiren und Menschen in Los Angeles, das die Vampire Blaire und Zoe zunichtemachen wollen, um mit ihrem Herrscher Victor die ganze Stadt zu erobern.

## Produktion
Im August 2019 wurde bekanntgegeben, dass Adam Randall die Regie führen wird, während Brent Dillon das Drehbuch des Filmes übernehmen wird. Im Februar 2020 wurde bekanntgegeben, dass Jorge Lendeborg Jr., Debby Ryan, Lucy Fry, Alfie Allen und Raúl Castillo im Film mitspielen werden.
Die Dreharbeiten fingen im Februar 2020 in Los Angeles und New Orleans an, jedoch wurden diese aufgrund der COVID-19-Pandemie vorzeitig gestoppt.

## Rezeption
Der Film erreichte in der Veröffentlichungswoche den ersten Platz der Netflix-Charts.